# Вътрешни речни долини и хълмове
Вътрешните речни долини и хълмове (на английски: Interior River Valleys and Hills) е равнина в централната част на Съединените американски щати, част от Югоизточноамериканските равнини.
Тя е съставена от плоски терасирани долини, залесени долинни склонове и пресечени равнини с ледникови отложения, разположени по средното течение на Мисисипи, при вливането в нея на нейните големи притоци Мисури, Охайо и Илинойс. Заемат южната част на щата Илинойс и съседни части на Мисури, Индиана, Кентъки и Айова. За разлика от по-непресечените равнини на север и запад, тук под половината от територията се обработва, а останалата част е заета от пасища и гори.